# Arthrodesmus crassus
Arthrodesmus crassus  là một loài Song tinh tảo trong họ Desmidiaceae, thuộc chi Arthrodesmus.